# يوسف حاج نور
يوسف حاجي نور (بالصومالية: Yuusuf Xaaji Nuur) (بالإنجليزية: Yusuf Haji Nur)، كان سياسيًا والرئيس المؤقت لبونتلاند، هو أيضا محام بارزا في الصومال، توفي في 23 يونيو 2019. كان رئيس العدالة والقضاء بونتلاند.

## رئيس أرض البنط
في 1 يوليو 2001 أعلن نفسه رئيسًا مؤقتا بالنيابة لبونتلاند بعد انتهاء الولاية الرئاسية لعبد الله يوسف أحمد. ومع ذلك رفض الرئيس السابق ادعاء يوسف حاج وأصر على أنه الرئيس الشرعي مما أدى إلى حرب أهلية استمرت عامين في أرض البنط. شغل يوسف منصب الرئيس المؤقت حتى 14 نوفمبر 2001. أصبح فيما بعد محامياً مستقلاً وترأس "بارا ليجال "، وهي شركة محاماة للأشخاص الذين لا يستطيعون دفع تكاليف الإجراءات القانونية.

## رئيس القضاء
عيّن في 16 أغسطس 2016 رئيس أرض البنط عبد الولي محمد علي يوسف رئيساً للمحكمة العليا في أرض البنط.  قبل ذلك شغل يوسف هذا المنصب في عهد عبد الله يوسف أحمد. في 21 أغسطس 2016 تولى يوسف قيادة هذا المنصب.

## وفاته
في يونيو عام 2019 توفي يوسف حاجي نور في عاصمة تركيا أنقرة. في 23 يونيو أعرب رئيس أرض البنط سعيد عبد الله دني عن تعازيه لأقارب السياسي وأصدقائه.  كما أعرب عن تعازيه في وفاة يوسف حاج نور مدير المعلومات لرئيس الصومال عبد النور محمد أحمد.  ورئيس مجلس نواب بونتلاند، عبد الحكيم محمد أحمد طوبو داريد. ودفن في عاصمة غاروي 28 يونيو 2019.